# Medaille für Kunst und Wissenschaft (Sachsen-Altenburg)
Die Medaille für Kunst und Wissenschaft wurde am 30. Dezember 1874 von Herzog Ernst I. von Sachsen-Altenburg in Gold und Silber gestiftet.
Der Orden konnte an alle Personen zur Auszeichnung für besondere Verdienste und Leistungen auf dem Gebiet der Kunst oder der Wissenschaft verliehen werden.
Das Ordenszeichen ist eine Medaille, die auf der Vorderseite das Porträt des regierenden Herzogs nach links blickend zeigt. Umlaufend der Schriftzug „ERNST HERZOG ZU SACHSEN ALTENBURG“. Auf der Rückseite ist ein Lorbeerkranz zu sehen, in dessen Mitte „DEM VERDIENST UM KUNST UND WISSENSCHAFT“ steht.
Das Ordensband ist ponceaurot mit dunkelgrünen Bordstreifen.